# Artiphex melanopyga
Artiphex melanopyga is een spinnensoort uit de familie van de Phonognathidae.
De wetenschappelijke naam van de soort werd in 1871 als Epeira melanopyga gepubliceerd door Ludwig Carl Christian Koch.